# Sharp Entertainment
Sharp Entertainment es una productora de televisión con sede en Manhattan, Nueva York. Fundada por Matt Sharp en 2003, se han producido cientos de horas de programas de televisión para varias compañías, incluyendo a muchos en el género de la telerrealidad. En 2008, Sharp Entertainment fue nombrado en la lista de las 100 principales empresas productoras del mundo. Sharp emplea más de 50 pero menos de 100 personas.
Sharp Entertainment fue adquirido por CORE Media Group en 2012.